# Hertha Feiler

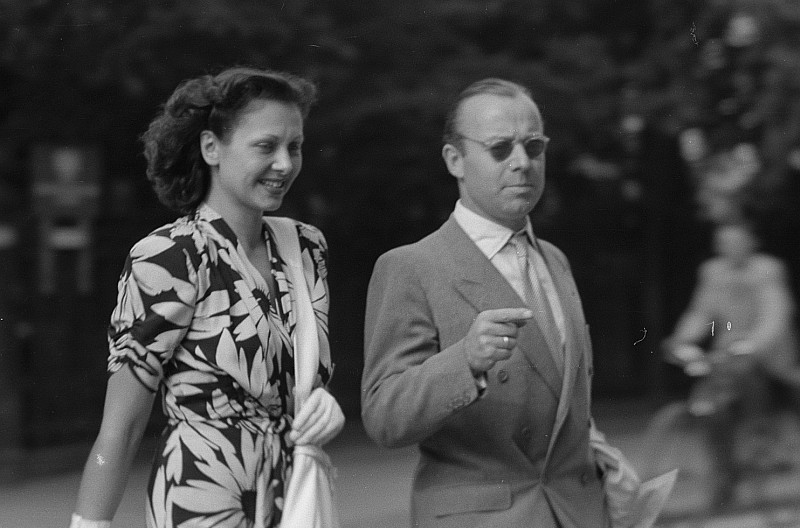
Hertha Feiler und Heinz Rühmann (1946)

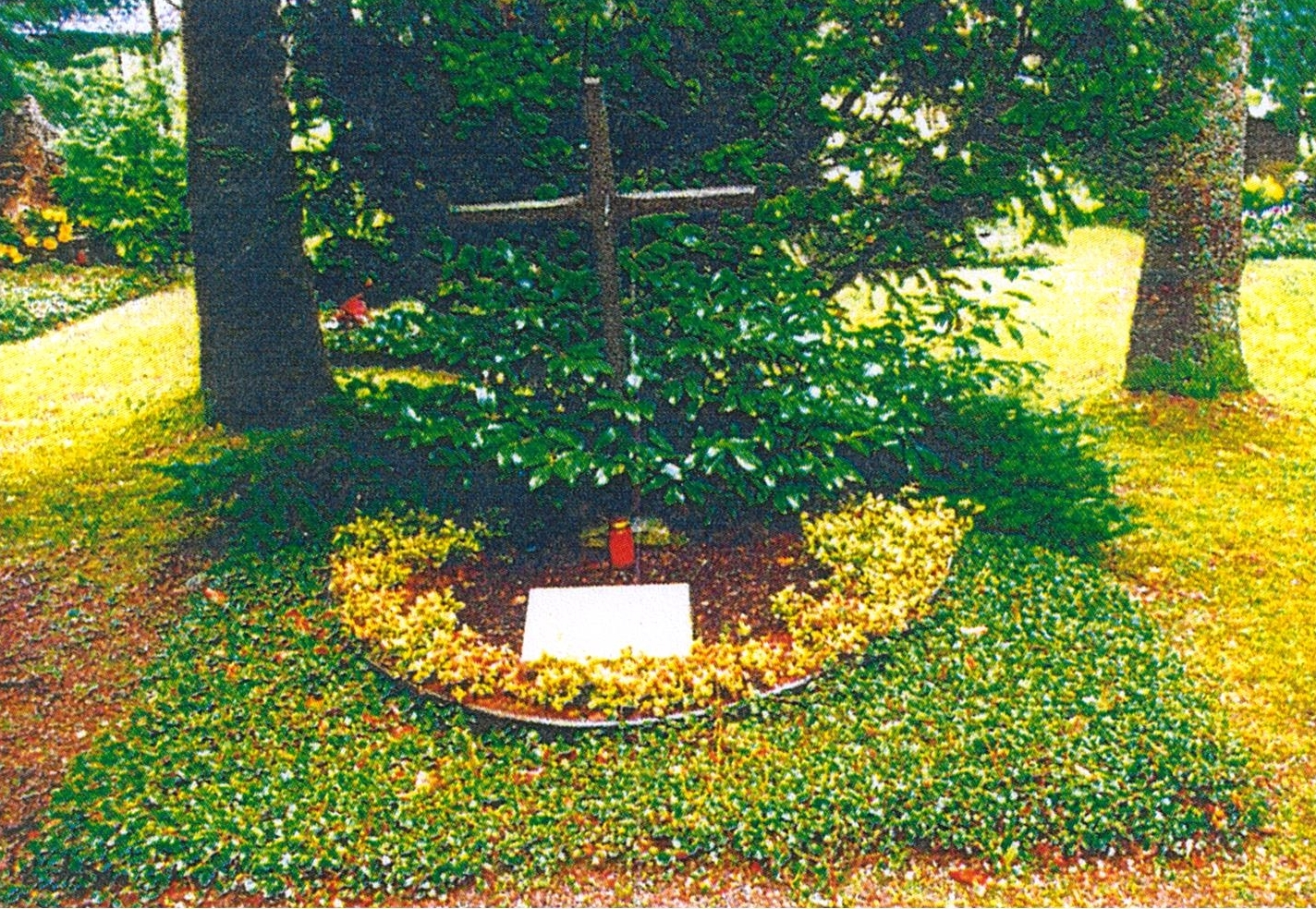
Grabstätte von Hertha Feiler

Hertha Feiler (* 3. August 1916 in Wien, Österreich-Ungarn; † 1. November 1970 in München, Bundesrepublik Deutschland) war eine österreichische Schauspielerin.

## Biografie
Die Tochter des Oberbaurats Josef Anton Feiler und seiner Ehefrau Margarethe, geborene Schwarz besuchte das Realgymnasium bis zur Matura. Ihr Ziel, Pianistin zu werden, gab sie wegen einer Sehnenscheidenentzündung auf und nahm stattdessen Schauspielunterricht. Hertha Feiler debütierte 1936 an der damaligen Wiener Scala (nicht identisch mit der Wiener Scala, die erst 1948 eröffnet wurde) und gab bereits ein Jahr später ihr Filmdebüt in Liebling der Matrosen. Seither repräsentierte sie den Typ der patenten jungen Frau.
Bei den Dreharbeiten zu Lauter Lügen (1938) verliebte sie sich in Heinz Rühmann, den Regisseur des Films. Die beiden heirateten am 1. Juli 1939. Ihr gemeinsamer Sohn Peter Rühmann wurde am 7. Juni 1942 geboren. Gemäß den Nürnberger Rassegesetzen galt Hertha Feiler als „Vierteljüdin“. Das Ehepaar Rühmann genoss jedoch ein derart gutes Ansehen, dass es sich vor antisemitischen Übergriffen schützen konnte. Beide Schauspieler arbeiteten mit einer Sondergenehmigung. Einerseits konnte diese Sondergenehmigung jederzeit zurückgenommen werden, andererseits unterhielten sie gesellschaftliche Kontakte zu dem für das Filmwesen zuständigen Minister Joseph Goebbels – dieses auch im Sinne eines Balanceakts. Feiler stand 1944 in der Gottbegnadeten-Liste des Reichsministeriums für Volksaufklärung und Propaganda.
Nach Kriegsende beteiligte Feiler sich an Rühmanns Produktionsfirma Comedia. Nach deren Konkurs stagnierte auch ihre eigene Karriere. Sie trat in dieser Zeit vermehrt am Theater auf, bis sie ab Mitte der 1950er Jahre wieder Filmrollen erhielt. Nach ihrem letzten Film Die Ente klingelt um halb acht (1968), dem 33. ihrer Laufbahn, konnte sie weitere Filmangebote wegen einer Krebserkrankung nicht mehr annehmen.
Hertha Feiler wurde auf dem Waldfriedhof Grünwald bei München beerdigt.

## Filmografie
- 1937: Liebling der Matrosen
- 1938: Adresse unbekannt
- 1938: Lauter Lügen
- 1939: Männer müssen so sein
- 1939: Flucht ins Dunkel
- 1939: Frau im Strom
- 1940: Lauter Liebe
- 1940: Kleider machen Leute
- 1941: Hauptsache glücklich
- 1942: Rembrandt
- 1943: Der kleine Grenzverkehr
- 1943/47: Quax in Afrika
- 1944: Der Engel mit dem Saitenspiel
- 1945: Sag’ die Wahrheit (unvollendet)
- 1948: Die kupferne Hochzeit
- 1949: Heimliches Rendezvous
- 1949: Ich mach dich glücklich
- 1953: Pünktchen und Anton
- 1953: Wenn der weiße Flieder wieder blüht
- 1954: Dein Mund verspricht mir Liebe
- 1954: Die schöne Müllerin
- 1955: Laß die Sonne wieder scheinen
- 1955: Wenn die Alpenrosen blüh’n
- 1956: Charleys Tante
- 1956: Opernball
- 1956: Johannisnacht
- 1956: Solange noch die Rosen blühn
- 1957: Die Heilige und ihr Narr
- 1957: Wien, du Stadt meiner Träume
- 1958: Der Maulkorb
- 1958: Die singenden Engel von Tirol (Sag’ ja, Mutti)
- 1960: Mein Schulfreund
- 1961: Staatsaffairen (TV)
- 1963: Er soll dein Herr sein (TV) (Komödie von George O’Brien)
- 1968: Die Ente klingelt um ½ 8